# اورلاندو پولموناری
اورلاندو پولموناری (ایتالیایی: Orlando Polmonari; ۱۱ مارس ۱۹۲۴ – ۲۷ اوت ۲۰۱۴) ژیمناست هنری اهل ایتالیا بود.
وی در مسابقات کشوری و بین‌المللی در مجموع برندهٔ ۱ مدال برنز شده‌است.